# Oľšov
Oľšov je obec na Slovensku v okrese Sabinov.

## Polohopis
Obec Oľšov leží na pomezí Levočských vrchů a Šarišské vrchoviny v nadmořské výšce kolem 460 m. Podnebí je zde mírné. Teploty v létě jsou i od 30 do 34 °C. V zimních měsících se pohybují od -1 do -6 °C přes den a v noci dosahují někdy až -24 °C.
Povrch na podloží centrálně-karpatského flyše tvoří pahorkatiny a hornatiny. Jsou zde i 3 sirnaté minerální prameny. V katastru převažují oglejené a kyselé půdy. V severní části je smrkový les. Sousedními obcemi jsou : Krivany, Vislanka, Šarišské Dravce, Torysa a Krásna Lúka.

### Části obce
Torysky, Komora, Zvyše, Peklisko, Búč, Sklepy, Hartmanová, Ležisko, Vdolky atd.

### Vodní toky
Obcí protéká místní potok Hanovec.

## Symboly obce
Při koncipování návrhu obecního znaku se za vzor vzal starší otisk historické pečeti z roku 1787. Obsahuje v modrém štítě hvězdicovitě na sebe položeny tři zlaté ryby.

## Dějiny
První písemný doklad o vsi pochází z roku 1309. Název obce je odvozen podle katastru Oľcha. V 16. století se ve vsi usadili noví obyvatelé v asi 20 obydlených poddanských domech. V roce 1787 bylo v obci 30 domů a 282 obyvatel a v roce 1828 už 42 domů, ve kterých žilo 327 obyvatel. Byli to převážně chalupníci, kteří se zabývali zemědělstvím a chovem dobytka. Podle sčítání obyvatel bylo v roce 1950 v obci 284 osob, z toho 282 slovenské národnosti a 2 české národnosti. Podle náboženství 281 římskokatolického a 3 židovského vyznání. Podle zaměstnání 270 občanů z rolnického prostředí, 12 z pracující inteligence.
Významnější obecní události
Rok 1960
- Zavedení elektřiny.

Rok 1962
- Začal v obci poprvé jezdit autobus.

Rok 2004
- 8. srpna slavnostně vysvěcen nový kostelík.
- 8. srpna obec navštívil Mons. Alojz Tkáč, košický arcibiskup - metropolita.

Rok 2007
- Ukončení výstavby kanalizace
- Výstavba opěrné zdi a rekonstrukce cesty nad opěrnou zdí
- Rekonstrukce vstupu na místní hřbitov.

Rok 2008
- Dostavba vodovodu
- Rekonstrukce budovy školy.

Rok 2009
- 9. srpna obyvatelé obce spolu se svými rodáky a v přítomnosti mnoha hostů oslavili 700. výročí první písemné zmínky o obci Oľšov

## Politika

### Zastupitelstvo
Starosta obce: Karol Pinčák (KDH)
Poslanci obecného zastupiteľstva: Martin Judičák (KDH) Emília Bučková (Smer-SD) Ján Bučko (Smer-SD) Marko Visocký (KDH) Ján Jacko (KDH)

### Obyvatelstvo
K 31.12.2003 žilo v obci 412 obyvatel z toho 207 žen. Z toho ve věku:
- od 0 - 15 let 148 obyvatel
- od 15 - 18 let 9 obyvatel
- od 18 - 60 let 90 obyvatel

V obci se nachází 85 rodinných domů.

## Kultura a zajímavosti

### Stavby
Kostel – Existenci kostela v Olšové historické prameny zmiňují již před rokem 1330. Kostel byl zasvěcen apoštolům Šimonovi a Judovi. Během reformace kostel zabrali evangelíci. V roce 1749 byl kostel navrácen katolíkům a v roce 1879 byl vybudován nový kostel. Protože tento kostel již nesplňoval požadavky nových liturgických směrnic II. vatikánského koncilu, ale také z kapacitních důvodů, farníci v roce 2002 přistoupili k jeho rekonstrukci. Nynější kostel a jeho oltář slavnostně vysvětil 8. srpna 2004 Mons. Alojz Tkáč, košický arcibiskup - metropolita .

### Sport
Obecní úřad každoročně u příležitosti dne dětí uskutečňuje ve spolupráci s vedením zdejší školy sportovní den pro děti základní a mateřské školy.

### Pravidelné akce
Každoročně obecní úřad ve spolupráci se ZŠ pořádá posezení pro důchodce nad 60 let. Událost je doprovázeno kulturním programem, který připraví žáci ZŠ.
V obci je dívčí soubor BAMBÍNO. Soubor pravidelně účinkuje při každé mši svaté.

## Hospodářství a infrastruktura

### Doprava
Pravidelná autobusová doprava v obci začala 30. března 1962 Dnes jezdí autobus 11x v týdnu, 1x v sobotu a 3x v neděli.

### Důležité firmy
V obci kromě soukromého hospodářství nefunguje žádná jiná výroba. Jsou zde dvě maloprodejny. Jedna je v soukromém vlastnictví a druhá je COOP Jednota.

### Školství
Budova školy patří mezi obecní památky. Vznikla v roce 1919. Vyučování je ve dvou třídách pro 1. – 4. ročník. Počet žáků 30. V odpoledních hodinách funguje mateřská školka pro 14 dětí v předškolním věku.

## Osobnosti
Mária Čekanová rod. Duchoňová – Dlouholetá učitelka a později i ředitelka místní lidové, obecní i základní školy. Pocházela z moravského města Bučovice. V obci Oľšov a v okolních vesnicích působila od roku 1932 téměř celý svůj život. Vychovala stovky žáků a měla velký pozitivní vliv na celkové zvýšení vzdělanosti a kultury obyvatel v tomto regionu.

## Média (foto, audio, dokumenty)

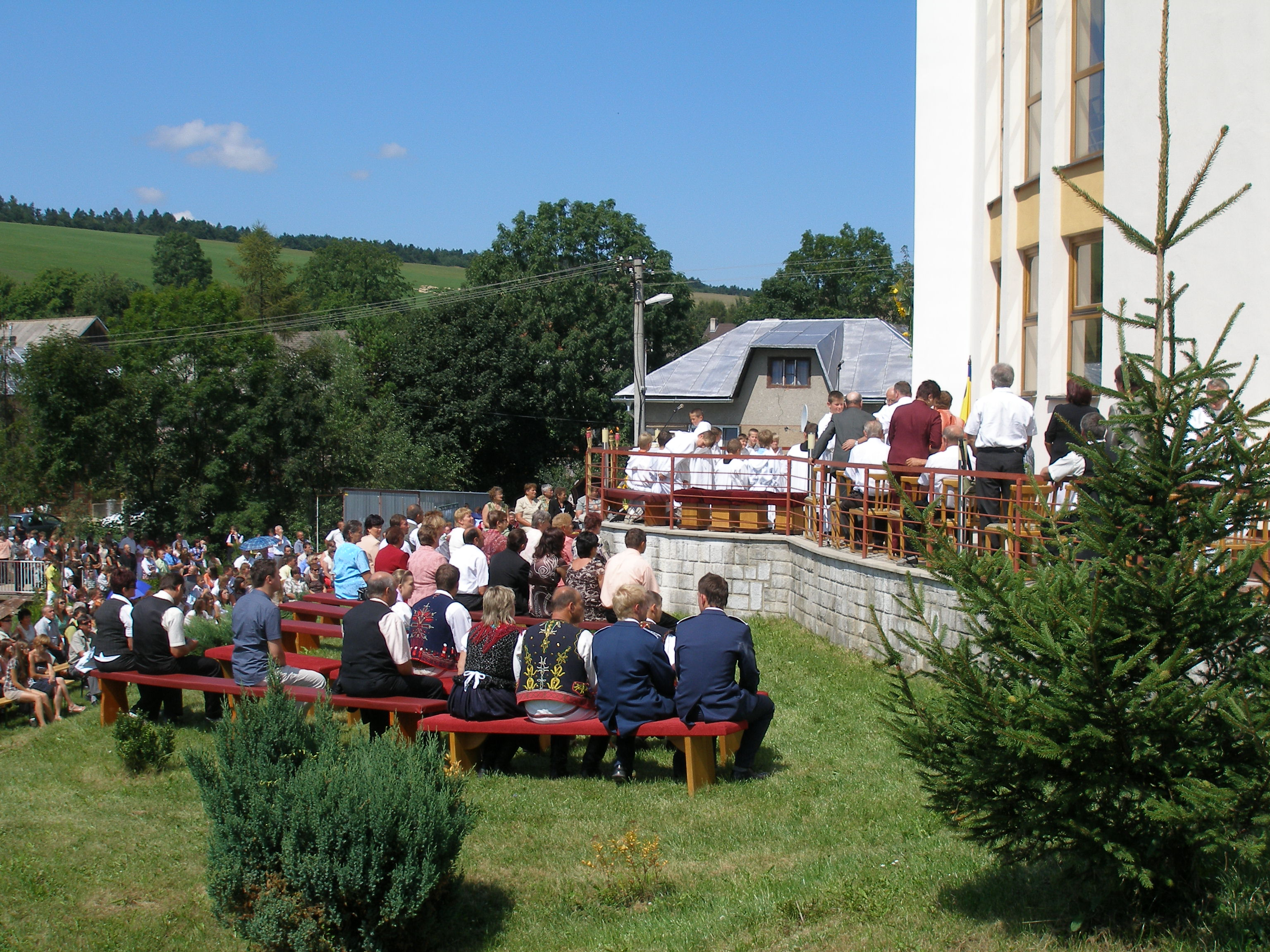
700. výročí existence obce
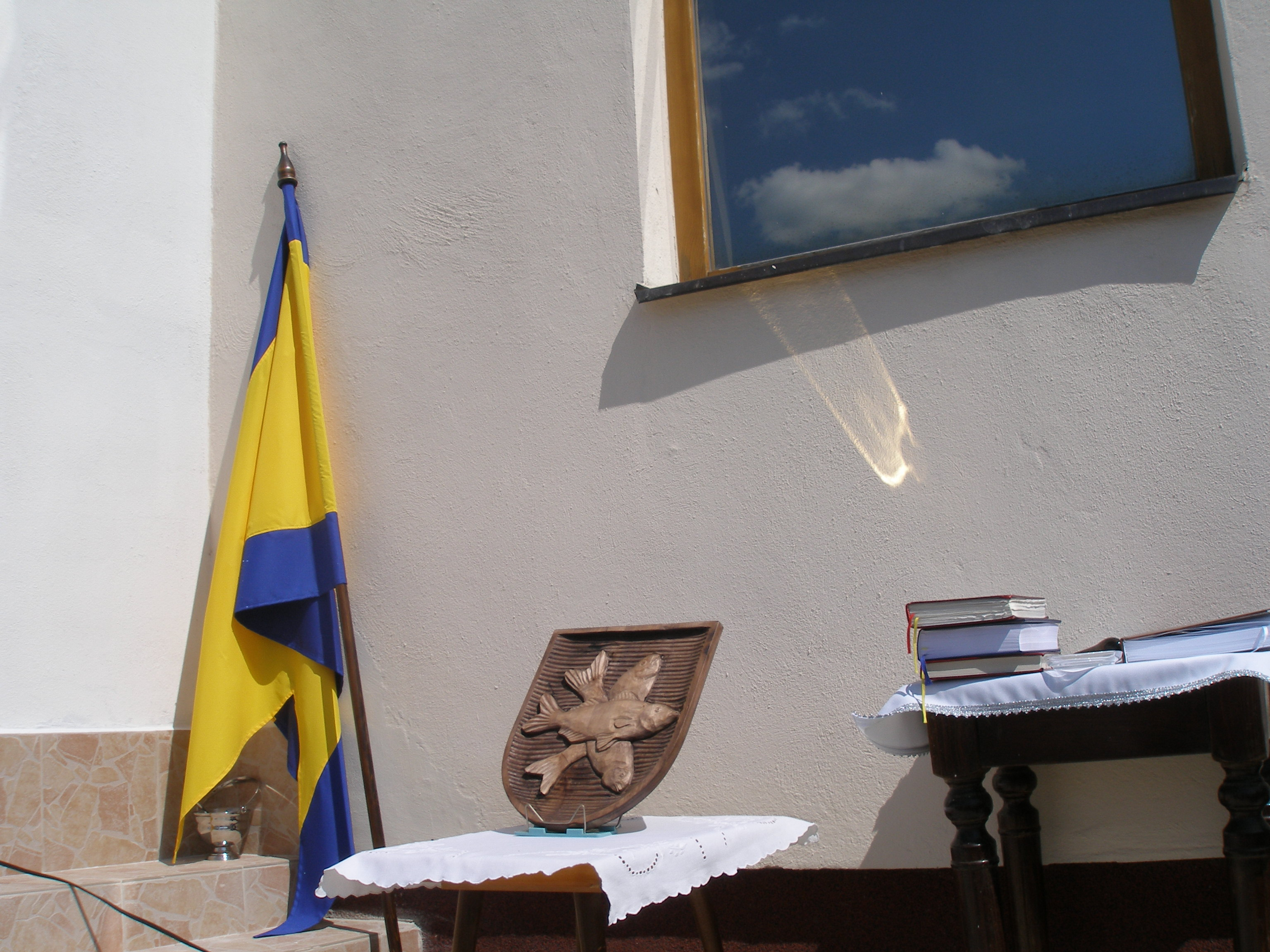
700. výročí existence obce
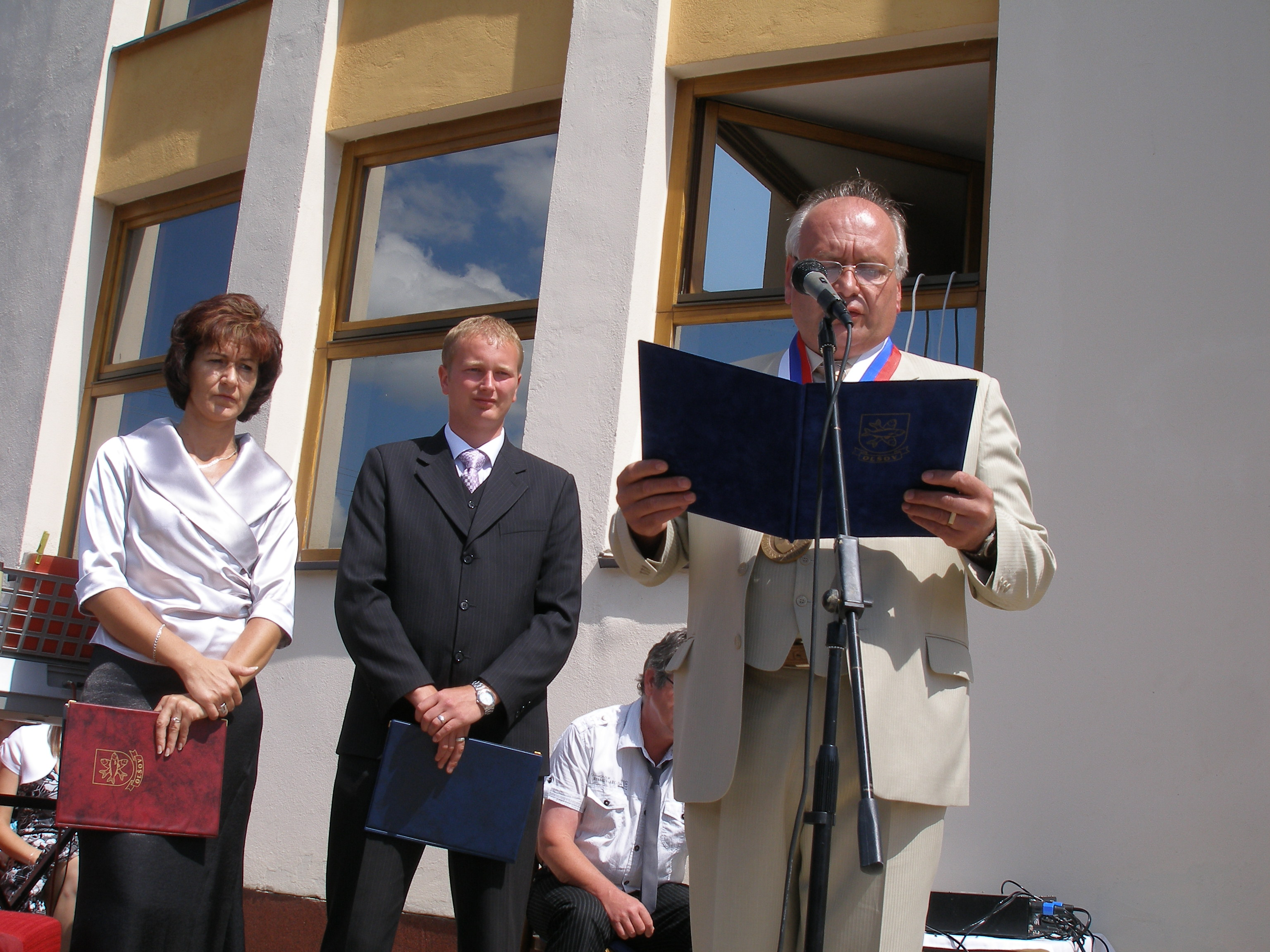
700. výročí existence obce
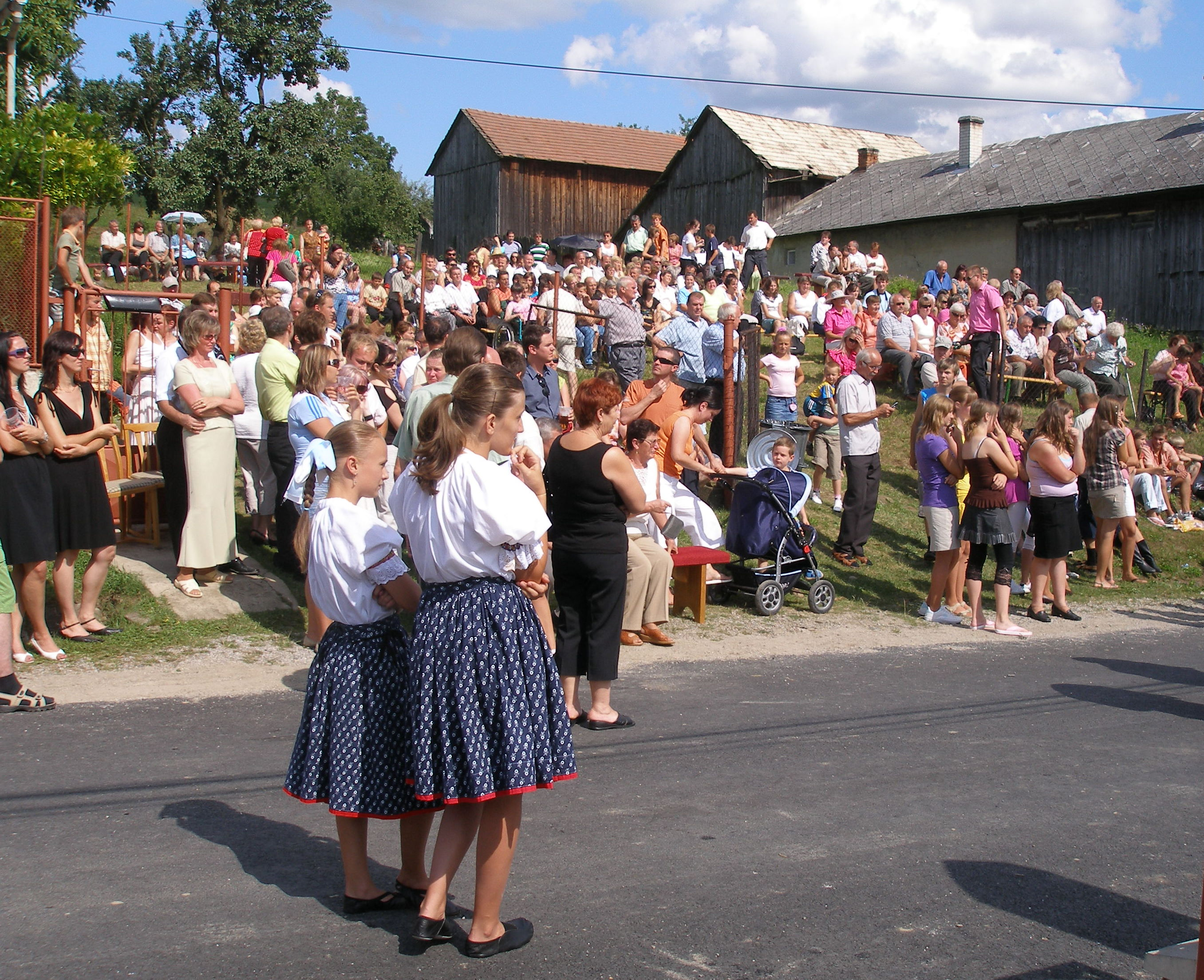
700. výročí existence obce
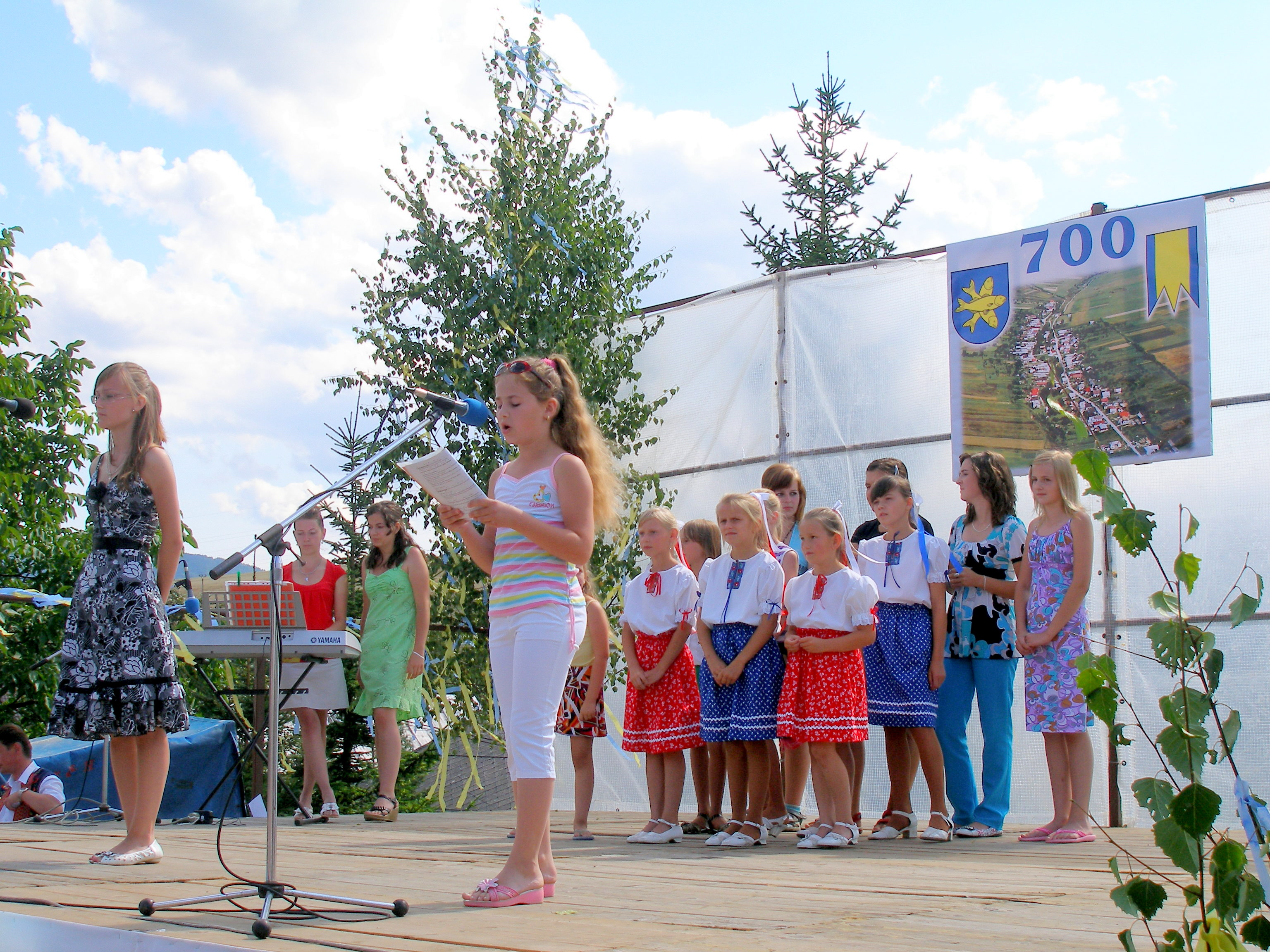
700. výročí existence obce
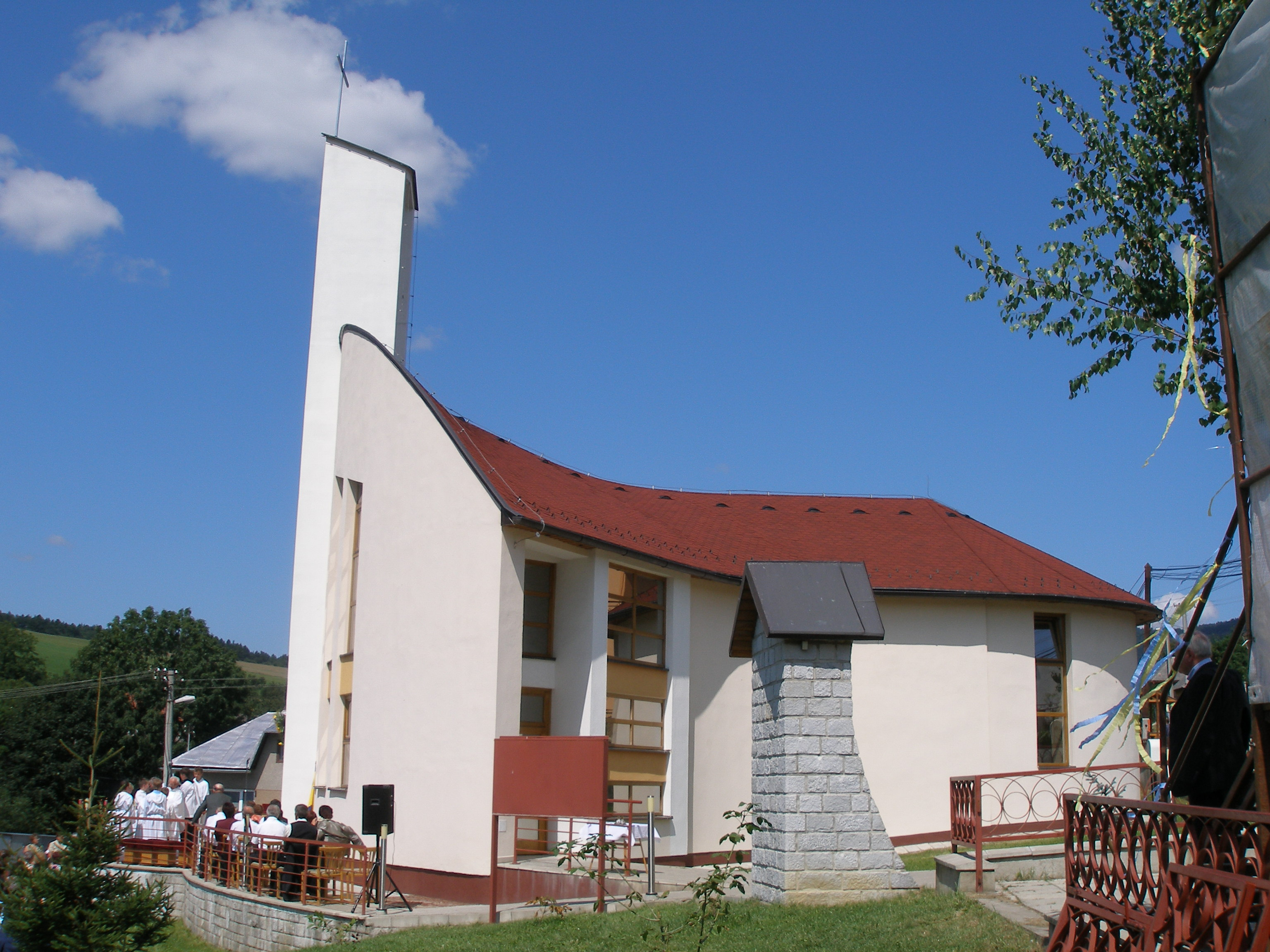
Nový kostel
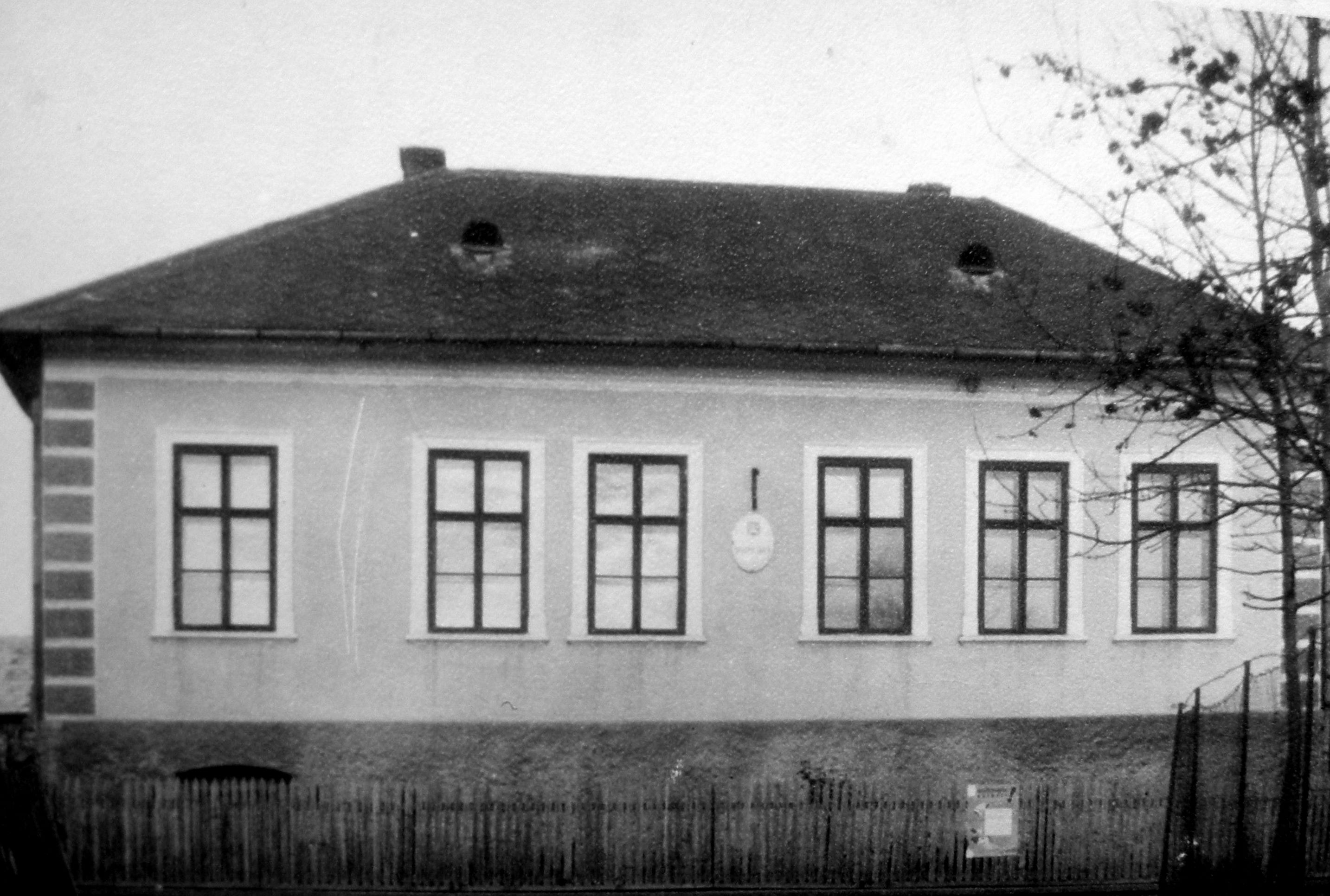
Původní budova školy
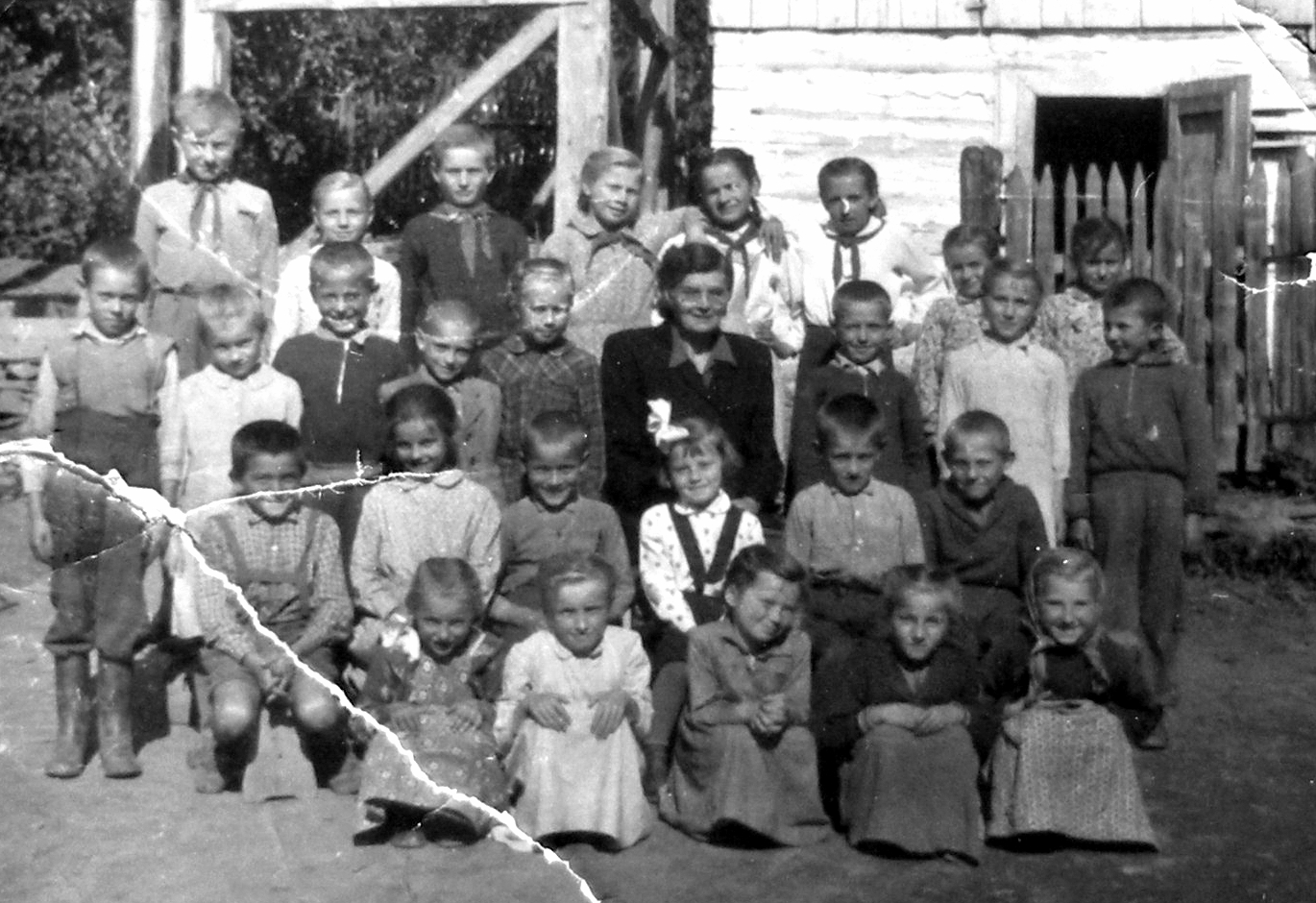
Paní učitelka Mária Čekanová a její žáci (1956)
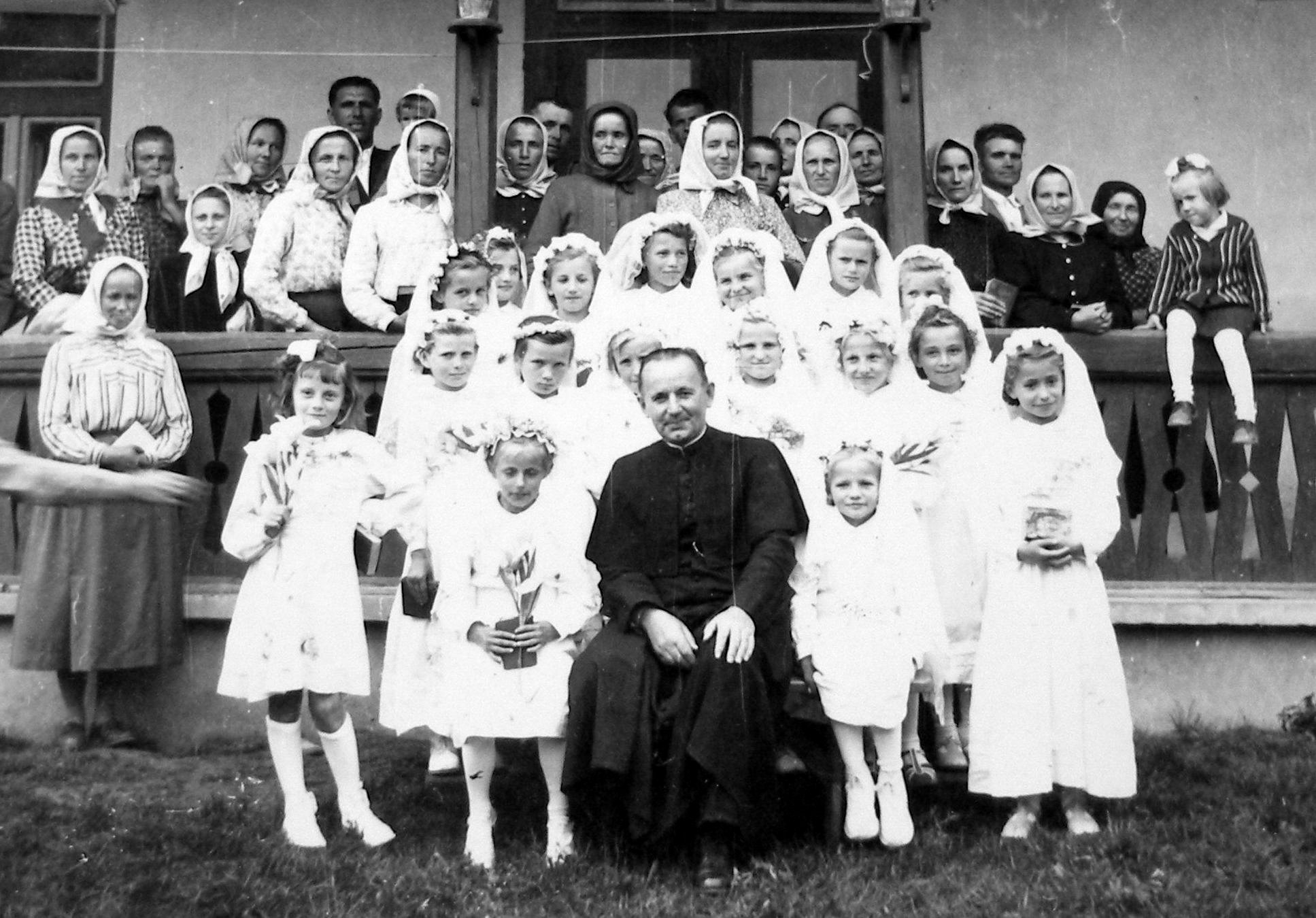
Pan farář a věřící (1956)

## Použita literatura
- Uličný, F .: Dějiny osídlení Šariše, r.1990
- Vlastivědný slovník obcí na Slovensku, 2. část